# Мамедзаде, Мирзабала
Мирзабала́ Мамедзаде́ (азерб. Mirzə Bala Məmmədzadə; тур. Mirza Bala Mehmetzade; 13 августа 1898, Зиря, Бакинский уезд, Бакинская губерния, Российская империя — 8 марта 1959, Стамбул) — азербайджанский публицист и писатель, второй председатель азербайджанской национальной партии «Мусават» (1955—1959), член азербайджанской эмиграции.

## Биография
Мирзабала Мамедзаде родился в 1898 году в селе Зиря (ныне — в Хазарском районе города Баку) в семье рыбака. Вскоре переехал в Баку и поселился в районе Чемберекенд. В 1907 году поступил в русско-татарскую школу в Баку, которую окончил в 1914 году. После смерти отца вынужденно занимался торговлей. Первая его книга была напечатана ещё в тот период, когда он учился в школе.
В 1912 году в типографии «Каспий», принадлежавшей Иса беку Ашурбекову, была издана первая книга Мамедзаде. После окончания русско-татарской школы, Мирзабала Мамедзаде продолжает образование на русском языке в Бакинской техническо-промышленной школе. Уже в юном возрасте, Мирзабала начинает сотрудничество с газетой «Ачыг соз». В 1914—1920 годах Мирзабала работает в газете «Бесирет». В 1917 году Мирзабала Мамедзаде становится редактором студенческого печатного органа «Гянджляр седасы» и «Иттифаги-муталлим». В 1918 году, после объявления о независимости АДР, он становится корреспондентом официального печатного органа республики «Азербайджан». С июля по ноябрь 1918 года является одним из редакторов «Gənclər yurdu». С декабря 1918 году работает стенографистом в Милли Меджлисе АДР. В октябре 1919 года становится членом Бакинского комитета партии «Мусават».
После оккупации Азербайджанской Республики частями 11-й Красной Армии, 28 апреля 1920 года был образован тайный Комитет сопротивления во главе с лидером азербайджанского национально-освободительного движения и председателем партии «Мусават» Мамед Эмином Расулзаде. Мирзабала Мамедзаде назначается председателем этого комитета. Членами комитета была создана тайная типография и выпускалась газета «Истиглал». Наряду с этим Мамедзаде был переводчиком в Высшем совете Народного хозяйства и преподавал в различных школах. В это время им были опубликованы ряд статей по истории Азербайджана. В 1922 году в Баку вышла в свет его книга «Азербайджан-тюрк мятбуаты». В 1923 году местными государственными органами была обнаружена типография газеты «Истиглал», а Мирзабала Мамедзаде арестован. Однако, вскоре он был выпущен на свободу. В мае 1924 года он эмигрирует в Иран в город Энзели. В 1927 году Мирзабала Мамедзаде переезжает в Стамбул. Он поступает на юридический факультет Стамбульского университета. В эти годы там была напечатана его книга «Азер мисаги-миллиси — 28 май истиглал бейаннамесинин техлили» и «Армяне и Иран». Мирзабала Мамедзаде тесно сотрудничает с журналами «Азери-Тюрк» (1928—1931) и «Одлу юрд» (1929—1933), редактором которых был М. Э. Расулзаде. В 1932 году Мирза Бала Мамедзаде переезжает в Польшу. В эти годы в Берлине под редакторством Расулзаде печатались газета «Истиглал» (1932—1934) и журнал «Гуртулуш». Мирзабала Мамедзаде выступал на страницах этих изданий со статьями, в которых говорил о независимости Азербайджана. В 1938 году выходит в свет его книга «Национальное движение Азербайджана, история национальной азербайджанской партии „Мусават“».

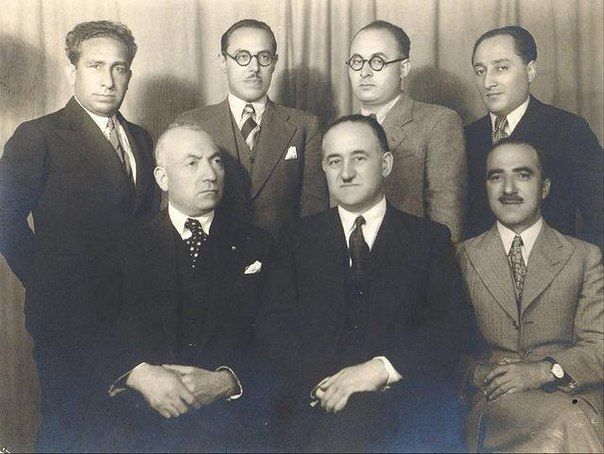
Азербайджанские политические эмигранты, 1930-е годы. Стоят (слева направо): Мирзабала Мамедзаде, Керим Одер, Али Азертекин, Хилал Мунши. Сидят: Аббаскули Кязимзаде, Мамед Эмин Расулзаде, Хосров Султанзаде

В 1939 году, после того как немецкие войска оккупировали Польшу, он переезжает в Стамбул. В Стамбуле он работает в редакции «Турецкая энциклопедия и исламская энциклопедия». В 1949 году с участием Мамедзаде в Анкаре был образован «Азербайджанский культурный кружок». В 1951 году с помощью этого кружка было напечатано произведение Мамедзаде «Тюркская Албания в истории Азербайджана». В 1952 году этот кружок стал выпускать журнал «Азербайджан». В 1954—1959 годах Мирзабала Мамедзаде был председателем Кавказского отделения Института изучения СССР, созданного США в Мюнхене.
Мирзабала Мамедзаде являлся автором более 2000 статей. Его статьи печатались под псевдонимами «Мирзабала», «Нухуоглу», «Мирзабала Мамедзаде», «М. Б. Дашдемир», «Али Гутлуг», «Али Гут».
После смерти Расулзаде, в 1955 году Мирзабала Мамедзаде был избран председателем Азербайджанского национально-освободительного движения и партии «Мусават». Мирзабала Мамедзаде умер 8 марта 1959 года в Стамбуле и похоронен на кладбище «Караджаахмет».

## Статьи
- Gence (тур.) // İslâm Ansiklopedisi. — İstanbul, 1988. — C. IV. — S. 762—766.